# Narodna galerija Viktorija
Narodna galerija Viktorija (angleško National Gallery of Victoria, znana tudi pod imenom NGV) je umetnostni muzej v Melbournu v Viktoriji v Avstraliji. Ustanovljen je bil leta 1861 in je najstarejši, največji in najbolj obiskan umetnostni muzej v Avstraliji.
NGV hrani svojo zbirko na dveh mestih: NGV International, ki stoji na ulici St Kilda Road v Melbourne Arts Precinct of Southbank, in Ian Potter Centre: NGV Australia, ki stoji v bližini na Federation Square. Stavba NGV International, ki jo je zasnoval sir Roy Grounds, je bila odprta leta 1968 in jo je preuredil Mario Bellini pred ponovnim odprtjem leta 2003. V njej je galerijska mednarodna umetniška zbirka in je vpisana v register viktorijanske dediščine. Ian Potter Centre: NGV Australia, ki ga je zasnoval Lab Architecture Studio, je bil odprt leta 2002 in hrani avstralsko umetniško zbirko galerije.
Tretje mesto, The Fox: NGV Contemporary, naj bi odprli v Melbourne Arts Precinct leta 2028 in bo največja avstralska galerija sodobne umetnosti. Nova stavba je del velike nove prenove okoliške Melbourne Arts Precinct, vredne 1,7 milijarde dolarjev, ki naj bi vključevala 18.000 kvadratnih metrov novega javnega prostora, nov prostor za razstave sodobne umetnosti in oblikovanja ter nov dom za avstralsko galerijo uprizoritvenih umetnosti. Fundacija Iana Potterja je obljubila 20 milijonov dolarjev za novo stavbo. Glavni načrt za območje je bil potrjen leta 2022. Javni prostor sta oblikovali arhitekturni podjetji HASSELL in SO-IL z novim dvignjenim vrtom, ki povezuje Hamer Hall in Southbank Boulevard. Zmagovalec oblikovalskega natečaja za NGV Contemporary je bil marca 2022 objavljen kot Angelo Candalepas in sodelavci.

## Zbirka

### Azijska umetnost
Gradivo azijske umetniške zbirke je NGV začela shranjevati leta 1862, eno leto po ustanovitvi galerije, ko je Frederick Dalgety muzeju podaril dve kitajski plošči. Azijska zbirka se je od takrat zelo povečala in vključuje pomembna dela s cele celine.

### Avstralska umetnost
Gradivo avstralske umetniške zbirke NGV zajema avtohtono (avstralsko aboridžinsko) umetnost in predmete, avstralsko kolonialno umetnost, avstralsko impresionistično umetnost, 20. stoletje, moderno in sodobno umetnost. Prvi kustos avstralske umetnosti je bil Brian Finemore od leta 1960 do svoje smrti leta 1975.
V 1980-ih se je v zunanjih predmestjih Melbourna rodila in razvila heidelberška šola (znana tudi kot avstralski impresionizem), NGV je nakupil nekatera ključna umetniška dela gibanja, med drugim Toma Robertsa Shearing the Rams (1890), Arthur Streeton The purple noon's transparent might (1896) in Frederick McCubbin The Pioneer (1904).
Leta 2004 je Joseph Brown podaril veliko del, ki tvorijo zbirko Joseph Brown Collection.
Izbrana dela
- Aboridžinski ščiti
- Buffalo Ranges (1864) Nicholasa Chevalierja, prva slika z avstralsko tematiko, ki jo je galerija kupila
- Tom Roberts, Shearing the Rams, 1890
- Arthur Streeton,  The purple noon's transparent might, 1896

### Mednarodna umetnost
Mednarodna umetniška zbirka NGV zajema evropske in mednarodne slike, modo in tekstil, fotografijo, grafike in risbe, azijsko umetnost, dekorativne umetnosti, mezoameriško umetnost, pacifiško umetnost, kiparstvo, starine in globalno sodobno umetnost. Ima obsežne zbirke iz različnih področij, kot so stari mojstri, grške vaze, egiptovski predmeti in zgodovinska evropska keramika.
Mednarodna zbirka vključuje dela Berninija, Bordoneja, Canaletta, Cézannea, Constablea, Correggia, Dalíja, Degasa, van Dycka, Gainsborougha, Gentileschija, El Greca, Maneta, Memlinga, Modiglianija, Moneta, Picassa, Pissarra, Pittonija, Poussina, Rembrandta, Renoir, Ribera, Rothko, Rubens, Tiepolo, Tintoretto, Turner, Uccello, Veronese in drugi.
Izbrana dela
- Jan van Eyck, Ince Hall Madonna, 1433
- Correggio, Marija z detetom z dojenčkom Janezom Krstnikom, 1514–15
- Rembrandt, Dva starca se prepirata, 1628
- Nicolas Poussin, Prečkanje Rdečega morja, 1634
- Anthony van Dyck, Rachel de Ruvigny, Grofica Southamptonska, 1640
- Giovanni Battista Tiepolo, Kleopatrin banket, 1743–44
- George Stubbs, Lev napada konja, 1765
- Thomas Gainsborough, Richard St George Mansergh-St George, 1776
- J. M. W. Turner, The Red Rigi, 1842
- John Everett Millais, Reševanje, 1855
- August Friedrich Schenck, Anguish, 1878
- Jules Bastien-Lepage, Oktober, 1878
- Claude Monet, Vétheuil, 1879
- Paul Cézanne, The Uphill Road, 1881
- Camille Pissarro, Boulevard Montmartre, jutro, oblačno vreme, 1897
- Amedeo Modigliani, Portret slikarja Manuela Humberta, 1916